# Cahê Rodrigues
Cahê Rodrigues (Rio de Janeiro, 30 de junho de 1976) é um carnavalesco brasileiro. Atualmente, é carnavalesco do Camisa Verde e Branco e da Independente de Boa Vista. Foi assistente de importantes nomes do carnaval carioca, como Joãosinho Trinta e Lucas Pinto.

## História
Cahê Rodrigues iniciou sua carreira no carnaval, como ajudante de Joãosinho Trinta na Beija-Flor em 1989. de Lucas pinto, na Grande Rio. mas seu primeiro desfile, foi na Acadêmicos do Sossego em 1998, com o enredo:"Em busca do destino", onde junto com o mago Max Lopes, ficou em 3º lugar, no Grupo de acesso C ;Em 1998 assinou no Acadêmicos de Vigário Geral o enredo "Conto Dourado de um Povo Sonhador" e em 1999 o enredo, "Vigário, um Sonho de Liberdade".
Mais na Porto da Pedra, onde conquistou seu 1º título com o enredo "Um sonho possível: crescer e viver agora é lei" pelo Grupo de acesso A tendo estreiado no Grupo Especial, no ano seguinte, com o enredo "Serra acima, rumo à Terra dos Coroados". em 2003, foi para Santa Cruz, onde com o enredo: "Do Universo Teatral à Ribalta do Carnaval" alcançando a 14º colocação, sendo rebaixada. em 2004, foi pra Caprichosos, onde com o enredo: "Xuxa e Seu Reino Encantado no Carnaval da Imaginação", alcançando a 11º colocação. em 2005, iria desenvolver um enredo sobre ecologia mas devido a uma disputa política na escola de Pilares, ficou de fora do carnaval carioca. nesse mesmo ano foi pra Londres desenvolver o carnaval da Quilombo do Samba.
Em 2006, voltou a agremiação de São Gonçalo, onde como o enredo em homenagem as mulheres ("Bendita És Tu Entre as Mulheres do Brasil") ,terminou na 13º colocação; em 2007, foi carnavalesco da Portela, onde assinou em conjunto com Amarildo de Mello, o enredo "Os deuses do Olimpo na terra do carnaval: uma festa dos esportes, da saúde e da beleza", numa homenagem ao esporte, terminou na 7º colocação. em 2008, assinou sozinho o enredo "Reconstruindo a Natureza, Recriando a Vida: O Sonho Vira Realidade" e conseguiu trazer, de volta, a Águia de Madureira de volta ao desfile das campeãs, terminando na 4º colocação. e retornou para o Sossego, em 2007, onde com o enredo sobre o Boi Caprichoso, denominado "A nação azul e branca de Parintins", terminou na 6º posição. no ano seguinte em conjunto com Almir Jhunior, desenvolveu o enredo "A Corte do Samba e a Corte Real Apresentam: O Brasil Colonial", conquistando seu segundo título na carreira.
No ano de 2009, estreou como carnavalesco da Grande Rio, onde falou sobre a França, com o enredo; "Voila, Caxias! Liberté, egalité, fraternité, merci beaucoup, Brésil! Não tem de quê!", porém a escola frustrou as expectativas que tinha sobre o tema e ficou na 5º colocação. No ano seguinte com o enredo sobre carnavais históricos, terminou com o vice-campeonato. Com o carnaval quase pronto, Cahê teve que refazer as fantasias e alegorias da Grande Rio devido ao incêndio da Cidade do Samba, no qual o galpão da escola foi o mais atingido. com tudo isso, recebeu a Medalha Pedro Ernesto. o que serviu para o enredo de 2012 da escola de Caxias, sobre a superação, o que no entanto não convenceu como o esperado. o que fez que está fora dos planos da escola para o próximo carnaval. Para 2013, Cahê irá fazer jornada tripla, como carnavalesco da Vai-Vai, para o lugar de Alexandre Louzada, da Imperatriz, onde irá dividir com Mário e Kaká Monteiro. 
Cahê desenvolve uma homenagem ao maior ídolo do Flamengo: Zico e em 2016, a dupla sertaneja Zezé Di Camargo & Luciano. Mas deixou a agremiação de Ramos, pra se dedicar a outras funções. entretanto não se afastou o carnaval por muito tempo, pois acertou seu retorno como carnavalesco da Santa Cruz.
Em maio de 2019, foi anunciado como um dos integrantes da Comissão de Carnaval da União da Ilha do Governador para o desfile de 2020. e permanece como carnavalesco da Santa Cruz, de onde se desligou após o carnaval de 2020. Em 2023, passou pelo Leão de Nova Iguaçu, assinando o enredo sobre a vida de Orlando Orfei ao lado de Lucas Pinto, que retornou ao carnaval carioca após 7 anos. No carnaval de 2024, foi contratado pelo Boi da Ilha do Governador para desenvolver a reedição de "Bom, Bonito e Barato", clássico enredo da União da Ilha apresentado em 1980, sagrando-se campeão da Série Prata. Ainda em 2024, foi convidado pela Independente de Boa Vista a desenvolver o enredo "Viana Divinamente Brasileira" junto com o carnavalesco Robson Goulart,  onde garantiu o vice-campeonato,  e foi renovado para trabalhar sozinho em 2025. 

## Carnavais
Abaixo, a lista de desfiles assinados por Cahê Rodrigues.
| Ano  | Escola                    | Colocação              | Divisão               | Enredo |
| ---- | ------------------------- | ---------------------- | --------------------- | --- |
| 1998 | Vigário Geral             | 10.º lugar             | Grupo B               | Conto Dourado de um Povo Sonhador                                                                             |
| 1998 | Sossego                   | 3.º lugar              | Grupo C               | Em busca do destino                                                                                           |
| 1999 | Vigário Geral             | 11.º lugar             | Grupo B               | Vigário, um Sonho de Liberdade                                                                                |
| 2001 | Porto da Pedra            | Campeã                 | Grupo A               | Um sonho possível: crescer e viver agora é lei                                                                |
| 2002 | Porto da Pedra            | 11.º lugar             | Especial              | Serra acima, rumo à Terra dos Coroados                                                                        |
| 2003 | Santa Cruz                | 14.º lugar             | Especial              | Do Universo Teatral à Ribalta do Carnaval                                                                     |
| 2004 | Caprichosos               | 13.º lugar             | Especial              | Xuxa e Seu Reino Encantado no Carnaval da Imaginação                                                          |
| 2006 | Porto da Pedra            | 12.º lugar             | Especial              | Bendita És Tu Entre as Mulheres do Brasil                                                                     |
| 2007 | Portela                   | 8.º lugar              | Especial              | Os deuses do Olimpo na terra do carnaval: uma festa dos esportes, da saúde e da beleza                        |
| 2007 | Sossego                   | 6.º lugar              | Grupo D               | A nação azul e branca de Parintins                                                                            |
| 2008 | Portela                   | 4.º lugar              | Especial              | Reconstruindo a Natureza, Recriando a Vida: O Sonho Vira Realidade                                            |
| 2008 | Sossego                   | Campeã                 | Grupo D               | A Corte do Samba e a Corte Real Apresentam: O Brasil Colonial                                                 |
| 2009 | Grande Rio                | 5.º lugar              | Especial              | Voila, Caxias! Liberté, egalité, fraternité, merci beaucoup, Brésil! Não tem de quê!                          |
| 2010 | Grande Rio                | Vice-campeã            | Especial              | Das arquibancadas ao camarote número 1, uma Grande Rio de emoção, na Apoteose do seu coração                  |
| 2011 | Grande Rio                | Hors-concurs           | Especial              | Y-Jurerê Mirim - A Encantadora Ilha das Bruxas (Um conto de Cascaes)                                          |
| 2012 | Grande Rio                | 5.º lugar              | Especial              | Eu acredito em você! E você?                                                                                  |
| 2013 | Imperatriz                | 4.º lugar              | Especial RJ           | Pará - O Muiraquitã do Brasil. Sob a nudez forte da verdade, o manto diáfano da fantasia                      |
| 2013 | Vai-Vai                   | 7.º lugar              | Especial SP           | Sangue da terra, videira da vida: Um brinde de amor em plena avenida - vinhos do Brasil!                      |
| 2014 | Imperatriz                | 5.º lugar              | Especial              | Arthur X – O Reino do Galinho de Ouro na Corte da Imperatriz                                                  |
| 2015 | Imperatriz                | 6.º lugar              | Especial              | Axé-Nkenda - Um ritual de liberdade - E que a voz da liberdade seja sempre a nossa voz                        |
| 2016 | Imperatriz                | 6.º lugar              | Especial              | É o Amor... Que Mexe Com a Minha Cabeça e Me Deixa Assim... Do Sonho de Um Caipira Nascem Os Filhos do Brasil |
| 2017 | Imperatriz                | 7.º lugar              | Especial              | Xingu, O Clamor Que Vem da Floresta                                                                           |
| 2018 | Imperatriz                | 8.º lugar              | Especial              | Uma Noite Real no Museu Nacional                                                                              |
| 2019 | Vitória Régia             | 4.º lugar              | Especial (Manaus)     | Tinta nas Veias, a Verdade nas Mãos: Na Crítica de Calderaro "70 Anos" A Voz de uma Nação                     |
| 2019 | Santa Cruz                | 5.º lugar              | Série A (RJ)          | Ruth de Souza – Senhora liberdade. Abre as asas sobre nós!                                                    |
| 2020 | União da Ilha             | 13.º lugar (Rebaixada) | Especial RJ           | Nas encruzilhadas da vida, entre becos, ruas e vielas, a sorte está lançada: Salve-se quem puder!             |
| 2020 | Os Rouxinóis              | 5.º lugar              | Especial (Uruguaiana) | O feitiço da Lua                                                                                              |
| 2020 | Santa Cruz                | 7.º lugar              | Série A (RJ)          | Santa Cruz de Barbalha - Um conto popular no Cariri Cearense                                                  |
| 2022 | União da Ilha             | 3.º lugar              | Série Ouro            | O Vendedor de Orações                                                                                         |
| 2023 | União da Ilha             | 6.º lugar              | Série Ouro            | O encontro das Águias no templo de Momo                                                                       |
| 2023 | Leão de Nova Iguaçu       | 4.º lugar              | Série Prata           | Orlando Orfei - O Circo que vive em mim                                                                       |
| 2024 | Independente de Boa Vista | Vice-campeã            | Especial ES           | Viana Divinamente Brasileira                                                                                  |
| 2024 | União da Ilha             | 7.º lugar              | Série Ouro            | Doum e Amora: Crianças para Transformar o Mundo!                                                              |
| 2024 | Boi da Ilha               | Campeã                 | Série Bronze          | Boi, Bonito e Barato                                                                                          |
| 2025 | Independente de Boa Vista | Campeã                 | Especial ES           | Os Olhos do Mundo: Assombros de Sebastião Salgado                                                             |
| 2026 | Unidos da Coloninha       |                        | Especial (Floripa)    | |

## Títulos e estatísticas
| Grupo            | Campeonato | Ano                              | Vice | Ano               | Terceiro lugar | Ano                  |
| ---------------- | ---------- | -------------------------------- | ---- | ----------------- | -------------- | -------------------- |
| Primeira divisão | 1          | 2025 (Independente de Boa Vista) | 1    | 2010 (Grande Rio) | 0              | -                    |
| Segunda divisão  | 1          | 2001 (Porto da Pedra)            | 0    | -                 | 1              | 2022 (União da Ilha) |
| Quinta divisão   | 1          | 2008 (Sossego)                   | 0    | -                 | 0              | -                    |

## Premiações
- Estrela do Carnaval

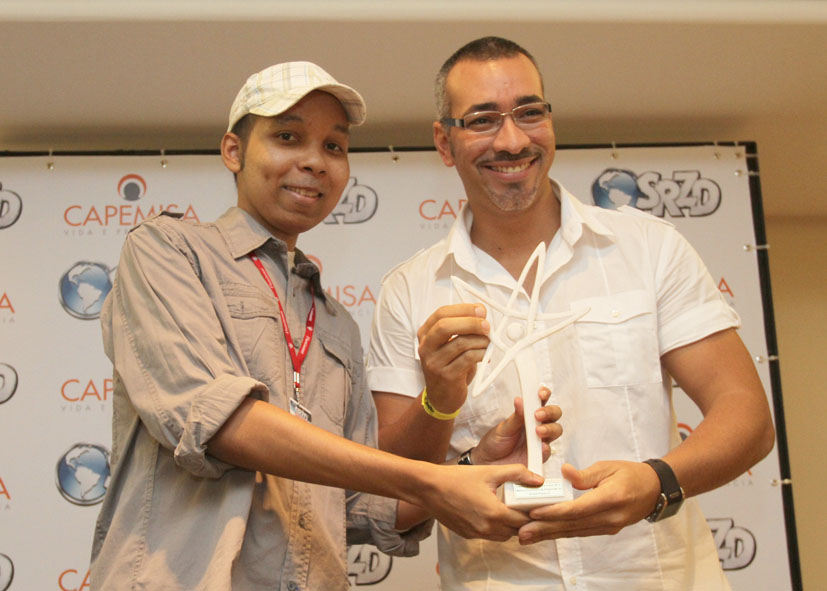
Cahê recebendo o prêmio Estrela do Carnaval 2010.

1. 2010 - Melhor conjunto de alegorias (Grande Rio) [13][14]

- Fala Galera Carna Insta

1. 2022 - Melhor carnavalesco (União da Ilha) [15]
2. 2024 - Melhor carnavalesco (União da Ilha) [16]

- Gato de Prata

1. 2013 - Melhor carnavalesco (Imperatriz) [17][18]
2. 2017 - Melhor enredo (Imperatriz - "Xingu, O Clamor Que Vem da Floresta") [19]

- Plumas & Paetês Cultural

1. 2008 - Melhor carnavalesco (Portela) [20]
2. 2011 - Profissional do Carnaval [21]
3. 2022 - Melhor carnavalesco (União da Ilha) [22][23]

- Prêmio 100% Carnaval

1. 2022 - Melhor conjunto de alegorias (União da Ilha) [24]
2. 2024 - Melhor conjunto de alegorias (União da Ilha) [25]

- Prêmio Feras da Sapucaí

1. 2024 - Melhor enredo (União da Ilha - "Doum e Amora: Crianças para Transformar o Mundo!") [26]

- Prêmio S@mba-Net

1. 2001 - Melhor alegoria (Porto da Pedra - "Hoje Tem Marmelada") [27]
2. 2001 - Melhor conjunto de alegorias (Porto da Pedra) [27]
3. 2001 - Melhor conjunto de fantasias (Porto da Pedra) [27]
4. 2022 - Melhor conjunto de alegorias (União da Ilha) [28]

- Prêmio SRzd

1. 2022 - Melhor carnavalesco (União da Ilha) [29]

- Tamborim de Ouro

1. 2008 - Melhor enredo (Portela - "Reconstruindo a Natureza, Recriando a Vida: O Sonho Vira Realidade") [30]
2. 2015 - Enredo Maravilha (Imperatriz - "Axé-Nkenda - Um Ritual de Liberdade - E Que a Voz da Liberdade Seja Sempre a Nossa Voz") [31]
3. 2017 - Melhor conjunto de alegorias (Imperatriz) [32]

- Troféu Jorge Lafond

1. 2008 - Melhor enredo (Sossego - "A Corte do Samba e a Corte Real Apresentam: O Brasil Colonial") [33]
2. 2011 - Personalidade [34][35]

- Troféu Sambista

1. 2017 - Melhor enredo (Imperatriz - "Xingu, O Clamor Que Vem da Floresta") [36]

- Troféu Tupi Carnaval Total

1. 2014 - Melhor carnavalesco (Imperatriz) [37]
2. 2022 - Melhor conjunto de alegorias (União da Ilha) [38]